# Карлайл, Рик
Ричард Престон Карлайл (англ. Richard Preston Carlisle; родился 27 октября 1959 года в Огденсберге, штат Нью-Йорк, США) — главный тренер клуба Национальной баскетбольной ассоциации «Индиана Пэйсерс». В прошлом также тренировал команды «Детройт Пистонс» и «Даллас Маверикс», а до этого, с 1984 года по 1989 год был игроком НБА. Карлайл один из одиннадцати человек, которые становились чемпионами НБА как игрок и как тренер.

## Биография
Карлайл вырос в городке Лисбон в штате Нью-Йорк. Обучался в академии Вочестер и играл два года с 1979 по 1981 год за баскетбольную команду Университета Мэна. В 1982 году перешёл в Виргинский университет, где был одним из капитанов команды. Вместе с «Кавальерс» он дошёл до финала четырёх в 1984 году. За свою университетскую карьеру он в среднем набирал по 12,5 очка и делал 3,3 подбора за игру.

## Выступления в НБА
После окончания университета он был выбран на драфте НБА в третьем раунде под 23 номером (70 общий номер) командой «Бостон Селтикс». Под руководством К.С. Джоунса он стал чемпионом НБА в 1986 году, а также доходил до финала НБА в 1985 и 1987 годах. С 1984 по 1987 год он редко выходил на площадку, а его результативность составляла в среднем за игру 2,2 очка, 1 передача и 0,8 подбора. В 1987 году он перешёл в «Олбани Патрунс» из Континентальной баскетбольной ассоциации), а позже как свободный агент в «Нью-Йорк Никс». В 1989 году он сыграл 5 игр за «Нью-Джерси Нетс».

## Тренерская карьера
В конце 1989 года он принял предложение занять должность ассистента тренера в «Нетс», где он пробыл 5 сезонов под руководством Билла Фитча и Чака Дэйли. В 1994 году он перешёл в тренерский штаб «Портленд Трэйл Блэйзерс», где пробыл 3 сезона под руководством Пи Джей Карлисимо.
В 1997 году Карлайл стал ассистентом тренера в «Индиане Пэйсерс» у своего бывшего партнёра по «Селтикс» Ларри Бёрда. Во время его работы в «Пэйсерс» команда провела два лучших сезона в своей истории, в сезоне 1997/98 проиграв в финале конференции «Чикаго Буллз», а в сезоне 1999/2000 «Пэйсерс» дошли до финала НБА, где проиграли «Лос-Анджелес Лейкерс». Ларри Бёрд ушёл в отставку и предложил на его место Карлайла, однако руководство клуба отдало эту должность Айзея Томасу.

## Статистика

### Статистика в НБА
| Сезон                                                                                    | Команда    | Регулярный сезон | Регулярный сезон | Регулярный сезон | Регулярный сезон | Регулярный сезон | Регулярный сезон | Регулярный сезон | Регулярный сезон | Регулярный сезон | Регулярный сезон | Регулярный сезон | Серия плей-офф | Серия плей-офф | Серия плей-офф | Серия плей-офф | Серия плей-офф | Серия плей-офф | Серия плей-офф | Серия плей-офф | Серия плей-офф | Серия плей-офф | Серия плей-офф |
| Сезон                                                                                    | Команда    | GP               | GS               | MPG              | FG%              | 3P%              | FT%              | RPG              | APG              | SPG              | BPG              | PPG              | GP             | GS             | MPG            | FG%            | 3P%            | FT%            | RPG            | APG            | SPG            | BPG            | PPG            |
| ---------------------------------------------------------------------------------------- | ---------- | ---------------- | ---------------- | ---------------- | ---------------- | ---------------- | ---------------- | ---------------- | ---------------- | ---------------- | ---------------- | ---------------- | -------------- | -------------- | -------------- | -------------- | -------------- | -------------- | -------------- | -------------- | -------------- | -------------- | -------------- |
| 1984/85                                                                                  | Бостон     | 38               | 0                | 4,7              | 38,8             | 0,0              | 88,2             | 0,6              | 0,7              | 0,1              | 0,0              | 1,8              | Не участвовал  | Не участвовал  | Не участвовал  | Не участвовал  | Не участвовал  | Не участвовал  | Не участвовал  | Не участвовал  | Не участвовал  | Не участвовал  | Не участвовал  |
| 1985/86                                                                                  | Бостон     | 77               | 1                | 9,8              | 48,7             | 0,0              | 65,2             | 1,0              | 1,3              | 0,2              | 0,1              | 2,6              | 10             | 0              | 5,4            | 53,3           | -              | 75,0           | 0,5            | 0,8            | 0,2            | 0,0            | 1,9            |
| 1986/87                                                                                  | Бостон     | 42               | 0                | 7,1              | 33,7             | 31,3             | 75,0             | 0,7              | 0,8              | 0,2              | 0,0              | 2,0              | Не участвовал  | Не участвовал  | Не участвовал  | Не участвовал  | Не участвовал  | Не участвовал  | Не участвовал  | Не участвовал  | Не участвовал  | Не участвовал  | Не участвовал  |
| 1987/88                                                                                  | Нью-Йорк   | 26               | 0                | 7,8              | 43,3             | 35,3             | 90,9             | 0,5              | 1,2              | 0,4              | 0,2              | 2,8              | 2              | 0              | 4,0            | 25,0           | 0,0            | -              | 1,0            | 0,0            | 0,5            | 0,0            | 1,0            |
| 1989/90                                                                                  | Нью-Джерси | 5                | 0                | 4,2              | 14,3             | 0,0              | -                | 0,0              | 1,0              | 0,2              | 0,2              | 0,4              | Не участвовал  | Не участвовал  | Не участвовал  | Не участвовал  | Не участвовал  | Не участвовал  | Не участвовал  | Не участвовал  | Не участвовал  | Не участвовал  | Не участвовал  |
|                                                                                          | Всего      | 188              | 1                | 7,8              | 42,4             | 22,9             | 77,5             | 0,8              | 1,0              | 0,2              | 0,0              | 2,3              | 12             | 0              | 5,2            | 47,4           | 0,0            | 75,0           | 0,6            | 0,7            | 0,3            | 0,0            | 1,8            |
| Наведите курсор мыши на аббревиатуры в заголовке таблицы, чтобы прочесть их расшифровку. |            |                  |                  |                  |                  |                  |                  |                  |                  |                  |                  |                  |                |                |                |                |                |                |                |                |                |                |                |

### Статистика в NCAA
| Сезон | Команда  | Conf     | Class    | GP  | GS | MPG  | FG%  | 3P%  | FT%  | RPG | APG | SPG | BPG | PPG  |
| --- | -------- | -------- | -------- | --- | -- | ---- | ---- | ---- | ---- | --- | --- | --- | --- | ---- |
| 1979/80 | Мэн      | ECACN    | FR       | 28  |    |      | 55,5 |      | 85,6 | 3,4 | 4,2 |     |     | 12,3 |
| 1980/81 | Мэн      | ECACN    | SO       | 28  | 28 |      | 54,7 |      | 81,0 | 4,2 | 4,7 |     |     | 16,2 |
| 1982/83 | Виргиния | ACC      | JR       | 34  | 33 | 28,4 | 51,3 | 66,7 | 83,7 | 2,9 | 2,9 | 0,6 | 0,1 | 11,1 |
| 1983/84 | Виргиния | ACC      | SR       | 33  | 33 | 29,1 | 51,6 |      | 69,8 | 2,8 | 2,9 | 0,4 | 0,1 | 11,1 |
| Всего | Всего    | Всего    | Всего    | 123 | 94 | 15,6 | 53,2 | 66,7 | 80,1 | 3,3 | 3,6 | 0,3 | 0,1 | 12,5 |
| Мэн | Мэн      | Мэн      | Мэн      | 56  | 28 |      | 55,0 |      | 83,0 | 3,8 | 4,5 |     |     | 14,3 |
| Виргиния | Виргиния | Виргиния | Виргиния | 67  | 66 | 28,7 | 51,4 | 66,7 | 77,0 | 2,9 | 2,9 | 0,5 | 0,1 | 11,1 |
| Наведите курсор мыши на аббревиатуры в заголовке таблицы, чтобы прочесть их расшифровку Статистика приведена с сайта sports-reference.com |          |          |          |     |    |      |      |      |      |     |     |     |     |      |

## Статистика тренера
| Команда          | Сезон   | G   | W   | L   | W–L% | Итог                        | PG | PW | PL | Результат                         |
| ---------------- | ------- | --- | --- | --- | ---- | --------------------------- | -- | -- | -- | --------------------------------- |
| Детройт          | 2001-02 | 82  | 50  | 32  | .610 | 1 в Центральном дивизионе   | 10 | 4  | 6  | Проигрыш в полуфинале конференции |
| Детройт          | 2002-03 | 82  | 50  | 32  | .610 | 1 в Центральном дивизионе   | 17 | 8  | 9  | Проигрыш в полуфинале конференции |
| Индиана          | 2003-04 | 82  | 61  | 21  | .744 | 1 в Центральном дивизионе   | 16 | 10 | 6  | Проигрыш в финале конференции     |
| Индиана          | 2004-05 | 82  | 44  | 38  | .537 | 3 в Центральном дивизионе   | 13 | 6  | 7  | Проигрыш в полуфинале конференции |
| Индиана          | 2005-06 | 82  | 41  | 41  | .500 | 4 в Центральном дивизионе   | 6  | 2  | 4  | Проигрыш в первом раунде          |
| Индиана          | 2006-07 | 82  | 35  | 47  | .427 | 4 в Центральном дивизионе   | —  | —  | —  | Не выход в плей-офф               |
| Даллас           | 2008-09 | 82  | 50  | 32  | .610 | 3 в Юго-Восточном дивизионе | 10 | 5  | 5  | Проигрыш в полуфинале конференции |
| Даллас           | 2009-10 | 82  | 55  | 27  | .671 | 1 в Юго-Восточном дивизионе | 6  | 2  | 4  | Проигрыш в первом раунде          |
| Даллас           | 2010-11 | 82  | 57  | 25  | .695 | 2 в Юго-Восточном дивизионе | 21 | 16 | 5  | Победа в финале                   |
| Всего за карьеру |         | 738 | 443 | 295 | .600 |                             | 99 | 53 | 46 | 1 победа в финале                 |